# Карпенко Андрій Петрович
Андрій Петрович Карпенко (5 листопада 1973) — громадський діяч, управлінець, лідер Об'єднання "Сила Громад".

## Освіта
1990 р. — закінчив ЗОШ № 231 у м. Києві.
1991-1993 рр. — проходив військову службу в армії. 
1994-1996 рр. — навчався в Міжрегіональній академії управління персоналом за спеціальністю «менеджмент».
2006 р. — отримав ступінь магістра за спеціальністю «міжнародна економіка» у Київському національному торгово-економічному університеті.

## Трудова діяльність
1990–1991 рр. — працював на заводі «Фармак».
1996–2002 р. — обраний  на посаду фінансового директора компанії «Інтерпродукт».
1999 р. — засновник і керівник компанії «Газтек».
2003–2004 рр. — радник голови ради директорів ДК «Газ України» НАК «Нафтогаз України».
2005–2007 рр. — президент концерну «Укргаз [Архівовано 11 січня 2019 у Wayback Machine.]».
2006–2007 рр. — засновник першого в історії України бізнес-інкубатора в Сінгапурі, консультант  визначного реформатора Лі Куан Ю за напрямком українсько-азійського співробітництва. Публікує профільні статті в сінгапурських виданнях.
2007–2009 рр. — генеральний директор LLC «Economic Development Group».
2009–2013 рр. — радник Міністерства регіонального розвитку, будівництва та житлово-комунального господарства.
2010–2013 рр. — керівник ДП «Агентство розвитку житлово-комунального господарства». 
2013 р. — залишає державний сектор та очолює приватні компанії, які працюють у сфері ЖКГ — ООО «Агентство Муніципального Господарства», ООО «Комунальні системи України».
2015 р. — Лідер Об’єднання «Сила Громад» (зареєстровано Мін'юстом 9 лютого 2015 року, внесено до Реєстру політичних партій за № 245).